# Paul Gordan

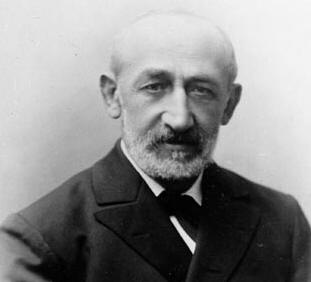
Paul Albert Gordan, 1837-1912

Paul Albert Gordan (Breslau, 27 april 1837 - Erlangen, 21 december 1912) was een Duits wiskundige. Hij is vooral bekend vanwege de rol die hij gespeeld heeft bij de ontwikkeling van de invariantentheorie.

## Leven en werk
Net van school werkte Gordan eerst een periode in het bankwezen. Dit bracht hem behalve in zijn geboortestad ook in Genève en Berlijn. In 1855/1856 bezocht hij in Berlijn een college van Ernst Kummer over de getaltheorie. Dit boeide hem zo dat hij toch besloot om wiskunde te studeren. Van 1857 tot 1862 studeerde hij achtereenvolgens in Breslau, Königsberg, waar hij een student was van Carl Jacobi, en Berlijn. In 1862 behaalde hij zijn doctoraat in Berlijn, in 1863 habiliteerde hij in Giessen, waar hij in 1864 buitengewoon professor werd. Daar leerde hij Alfred Clebsch kennen, met wie hij de Clebsch-Gordan-coëfficienten ontwikkelde.
Vanaf 1874 was hij eerst buitengewoon, en van 1875 tot 1910 gewoon hoogleraar op de Universiteit van Erlangen. In 1910 ging hij met emeritaat. Gedurende de tijd dat Felix Klein in Erlangen werkte, raakten hij en Gordan bevriend. Gordan heeft in zijn carrière slechts een promovendus (of in dit geval promovenda) gehad. Hij begeleidde Emmy Noether, wier vader Max Noether, eveneens hoogleraar wiskunde, een collega van hem was.
Hij stond bekend als "de koning van de invariantentheorie". Zijn beroemdste resultaat is dat de ring van de invarianten van een binaire vormen van een vaste graad eindig worden gegenereerd.
Gordan verwierp aanvankelijk David Hilberts bewijs van de basisstelling van Hilbert, een resultaat dat zijn eigen resultaten met betrekking tot invarianten in een veel breder kader trok. Gordan karakteriseerde Hilberts werk als volgt: "Dit is geen wiskunde; dit is theologie." Het bewijs in kwestie was het (niet-constructieve) bestaan van een eindige basis voor invarianten.

## Werken (keuze)
- Ueber ternäre Formen dritten Grades, Mathematische Annalen Band 1 (1869) S.90
- Die simultanen Systeme binärer Formen, Mathematische Annalen Band 2 (1870) S.227
- Ueber die Auflösung linearer Gleichungen mit reellen Coefficienten, Mathematische Annalen Band 6 (1873) S.23